# Funäsfjällen
Funäsfjällen er et af Sveriges største skisportsområder. Området ligger i vestre Härjedalen og består af stederne Funäsdalen (Funäsdalsberget), Ramundberget, Bruksvallarna, Ljusnedal, Messlingen, Mittådalen, Tännäs (Tännäskröket), Fjällnäs, Hamra, Tänndalsvallen og Tänndalen. Området har gennem årene gennemgået flere navneskifter:
Härjedalsfjäll (1972 – 1988)
Snöriket (1988 – 1988)
Härjedalsfjäll (1988 – 1998)
Funäsdalsfjäll (1999 – 2004)
Destination Funäsdalen (2004 – 2009)
Funäsfjällen (2010 – )